# 2019年歐洲羽聯巡迴賽
2019年歐洲羽聯巡迴賽（BE Circuit 2019），是歐洲羽聯巡迴賽的第32個賽季。本賽季由2019年1月1日開始，至12月31日完結，在上述期間於歐洲進行的所有世界羽聯第三等別賽事（包括：國際挑戰賽、國際系列賽及未來系列賽）都屬於本年度巡迴賽的一部分。本年度包含37個比賽。

## 賽程
以下為歐洲羽聯公布的賽程：
| 賽站 | 日期     | 日期     | 賽事                             | 舉辦城市         | 賽事級別   |
| 賽站 | 開始     | 結束     | 賽事                             | 舉辦城市         | 賽事級別   |
| ---- | -------- | -------- | -------------------------------- | ---------------- | ---------- |
| 1    | 1月10日  | 1月13日  | 2019年愛沙尼亞羽毛球國際賽       | 塔林             | 國際系列賽 |
| 2    | 1月17日  | 1月20日  | 2019年瑞典羽毛球公開賽           | 隆德             | 國際系列賽 |
| 3    | 1月24日  | 1月27日  | 2019年冰島羽毛球國際賽           | 雷克雅維克       | 未來系列賽 |
| 4    | 2月20日  | 2月23日  | 2019年奧地利羽毛球公開賽         | 維也納           | 國際挑戰賽 |
| 5    | 2月27日  | 3月2日   | 2019年斯洛伐克羽毛球公開賽       | 特倫欽           | 未來系列賽 |
| 6    | 3月7日   | 3月10日  | 2019年葡萄牙羽毛球國際賽         | 卡爾達斯達賴尼亞 | 國際系列賽 |
| 7    | 3月28日  | 3月31日  | 2019年波蘭羽毛球公開賽           | 琴斯托霍瓦       | 國際挑戰賽 |
| 8    | 4月4日   | 4月7日   | 2019年芬蘭羽毛球公開賽           | 万塔             | 國際挑戰賽 |
| 9    | 4月11日  | 4月14日  | 2019年荷蘭羽毛球國際賽           | 韦斯特兰         | 國際系列賽 |
| 10   | 4月18日  | 4月21日  | 2019年克羅地亞羽毛球國際賽       | 萨格勒布         | 未來系列賽 |
| 11   | 5月2日   | 5月5日   | 2019年希臘羽毛球國際賽           | 塞萨洛尼基       | 未來系列賽 |
| 12   | 5月9日   | 5月12日  | 2019年丹麥羽毛球國際賽           | 法鲁姆           | 國際挑戰賽 |
| 13   | 5月15日  | 5月18日  | 2019年斯洛文尼亞羽毛球國際賽     | 梅德沃代         | 國際系列賽 |
| 14   | 5月15日  | 5月18日  | 2019年德國羽毛球國際賽           | 波恩             | 未來系列賽 |
| 15   | 5月29日  | 6月2日   | 2019年拉脫維亞羽毛球國際賽       | 叶尔加瓦         | 未來系列賽 |
| 16   | 6月6日   | 6月9日   | 2019年阿塞拜疆羽毛球國際賽       | 巴库             | 國際挑戰賽 |
| 17   | 6月6日   | 6月9日   | 2019年立陶宛羽毛球國際賽         | 帕內韋日斯       | 未來系列賽 |
| 18   | 6月13日  | 6月16日  | 2019年西班牙羽毛球國際賽         | 馬德里           | 國際挑戰賽 |
| 19   | 7月10日  | 7月14日  | 2019年白夜羽毛球賽               | 加特契纳         | 國際挑戰賽 |
| 20   | 8月8日   | 8月11日  | 2019年希臘羽毛球公開賽           | 錫季羅卡斯特龍   | 國際系列賽 |
| 21   | 8月12日  | 8月15日  | 2019年保加利亞羽毛球公開賽       | 索菲亞           | 國際系列賽 |
| 22   | 8月29日  | 9月1日   | 2019年白俄羅斯羽毛球國際賽       | 明斯克           | 國際系列賽 |
| 23   | 9月4日   | 9月8日   | 2019年哈爾科夫羽毛球國際賽       | 哈爾科夫         | 國際挑戰賽 |
| 24   | 9月11日  | 9月14日  | 2019年比利時羽毛球國際賽         | 鲁汶             | 國際挑戰賽 |
| 25   | 9月19日  | 9月22日  | 2019年波蘭羽毛球國際賽           | 別倫             | 國際系列賽 |
| 26   | 9月26日  | 9月29日  | 2019年捷克羽毛球公開賽           | 布爾諾           | 未來系列賽 |
| 27   | 10月3日  | 10月6日  | 2019年保加利亞羽毛球國際賽       | 索菲亞           | 未來系列賽 |
| 28   | 10月10日 | 10月13日 | 2019年塞浦路斯羽毛球國際賽       | Latsia           | 未來系列賽 |
| 29   | 10月23日 | 10月26日 | 2019年以色列夏瑣羽毛球國際賽     | 夏瑣             | 未來系列賽 |
| 30   | 10月30日 | 11月2日  | 2019年匈牙利羽毛球國際賽         | 布達厄爾什       | 國際挑戰賽 |
| 31   | 11月7日  | 11月10日 | 2019年挪威羽毛球國際賽           | 桑讷菲尤尔       | 國際系列賽 |
| 32   | 11月13日 | 11月16日 | 2019年愛爾蘭羽毛球公開賽         | 都柏林           | 國際挑戰賽 |
| 33   | 11月20日 | 11月24日 | 2019年蘇格蘭羽毛球公開賽         | 格拉斯哥         | 國際挑戰賽 |
| 34   | 11月21日 | 11月24日 | 2019年斯洛文尼亞羽毛球未來系列賽 | 布雷日采         | 未來系列賽 |
| 35   | 11月27日 | 11月30日 | 2019年威爾斯羽毛球國際賽         | 加的夫           | 國際系列賽 |
| 36   | 12月12日 | 12月15日 | 2019年意大利羽毛球國際賽         | 米蘭             | 國際挑戰賽 |
| 37   | 12月19日 | 12月22日 | 2019年土耳其羽毛球國際賽         | 安卡拉           | 國際系列賽 |

## 優勝者
| 賽事                 | 級別       | 男子單打               | 女子單打              | 男子雙打                                   | 女子雙打                            | 混合雙打                                       |
| -------------------- | ---------- | ---------------------- | --------------------- | ------------------------------------------ | ----------------------------------- | ---------------------------------------------- |
| 愛沙尼亞國際賽       | 國際系列賽 | 阿諾·梅克爾            | 高橋明日香            | 彼得·布里格斯 格雷戈里·梅爾斯              | 茱莉·芬尼-易普森 麥爾·蘇羅          | 丹尼·巴瓦·克里斯南塔 陳薇涵                    |
| 瑞典公開賽           | 國際系列賽 | 古賀穗                 | 漆崎真子              | 马蒂亚斯·贝尔-斯密特 拉塞·摩爾菲德         | 阿美莱·马厄隆 弗利亚·拉文           | 丹尼·巴瓦·克里斯南塔 陈薇涵                    |
| 冰島國際賽           | 未來系列賽 | Mikkel Enghøj          | 艾拉·胡塞尔           | Bruno Carvalho Tomas Nero                  | 阿比盖尔·霍尔登 Sian Kelly          | Kristofer Darri Finnsson 玛格丽特·约翰斯多蒂尔 |
| 奧地利公開賽         | 國際挑戰賽 | 马克·卡尔尤            | 王祉怡                | 郭新娃 刘适文                              | 刘玄炫 夏玉婷                       | 罗宾·塔博林 塞莱娜·皮克                        |
| 斯洛伐克公開賽       | 未來系列賽 | 金·布鲁恩              | 蓬迪·布拉那巴硕       | 苏柏·宗国 瓦切拉维·索吞                    | 凯蒂-克雷特·马兰 赫莉娜·吕特尔      | 苏柏·宗国 素比莎拉·飘讪攀                      |
| 葡萄牙國際賽         | 國際系列賽 | 菲利克斯·布雷施泰特    | 蓬迪·布拉那巴硕       | 張課琦 李芳任                              | 茱莉·芬尼-易普森 克拉拉·尼斯塔特    | 張課琦 李芷蓁                                  |
| 波蘭公開賽           | 國際挑戰賽 | 昆拉武特·威提訕        | 魏雅欣                | 李哲輝 楊博軒                              | 星千智 松田蒼                       | 本·萊恩 傑西卡·皮尤                            |
| 芬蘭公開賽           | 國際挑戰賽 | 昆拉武特·威提讪        | 茱莉·达瓦尔·雅各布森  | 穆罕默德·肖希布·菲克里 巴加斯·毛拉纳       | 本田惠利奈 清水望                   | 里汉·诺法勒·库沙尔扬托 丽莎·阿尤·库苏马瓦蒂    |
| 荷蘭國際賽           | 國際系列賽 | 赫谢尔·丹尼            | 萊恩·克里斯托弗森     | 丹尼尔·伦高 马蒂亚斯·蒂里                  | 阿美莱·马厄隆 弗利亚·拉文           | 马蒂亚斯·蒂里 伊丽莎·梅尔高                    |
| 克羅地亞國際賽       | 未來系列賽 | B·M·拉胡爾·巴拉德瓦吉  | 劳拉·萨罗西           | 埃米尔·劳里岑 马德斯·默霍尔姆              | 黛博拉·吉尔 阿莉莎·蒂尔托森托诺     | 埃米尔·劳里岑 伊本·伯格斯坦                    |
| 希臘國際賽           | 未來系列賽 | 拉斯·申茨勒            | 玛丽亚·米特索娃       | 米洛什·博哈特 帕维尔·斯梅洛夫斯基          | Zehra Erdem Ilayda Nur Ozelgul      | 亚历克斯·弗拉尔 玛丽亚·米特索娃                |
| 丹麥國際賽           | 國際挑戰賽 | H-K·S·维汀哈斯         | 米娅·布里西费尔特     | 星野翔平 西川裕次郎                        | 尾崎沙織 渡邊茜                     | 罗南·拉巴尔 安妮·特兰                          |
| 斯洛文尼亞國際賽     | 國際系列賽 | 沙鲁巴·维尔马          | 克拉拉·阿苏尔门迪     | 星野翔平 西川裕次郎                        | 珍妮·穆尔 维多利亚·威廉斯           | 格雷戈里·梅尔斯 维多利亚·威廉斯                |
| 德國國際賽           | 未來系列賽 | 阿諾·梅克爾            | Nguyen Thuc Phuong    | 菲力浦·伊盧姆·克林特 麥斯·托伊厄森         | 丽丝·贾克斯 弗洛·万登霍克           | 彼得·朗 汉娜·波尔                              |
| 拉脫維亞國際賽       | 未來系列賽 | 阿拉姆·馬哈莫德        | 乔丹·哈特             | 埃米尔·劳里岑 马德斯·默霍尔姆              | 凯蒂-克雷特·马兰 赫莉娜·吕特尔      | 帕维尔·斯梅洛夫斯基 维多利亚·阿达梅克          |
| 阿塞拜疆國際賽       | 國際挑戰賽 | 拉斯穆斯·傑姆克        | 披提亚蓬·猜万         | 马克·拉姆斯富斯 马文·塞德尔                | 克洛伊·比尔切 劳伦·史密斯           | 汤姆·吉凯尔 德尔菲娜·德尔吕                    |
| 立陶宛國際賽         | 未來系列賽 | 乔治·卡尔波夫          | 莉昂妮絲·休特         | 罗伯特·齐布尔斯基 帕维尔·皮特里亚          | 黛博拉·吉尔 阿莉莎·蒂尔托森托诺     | 蒂斯·范德拉克 黛博拉·吉尔                      |
| 西班牙國際賽         | 國際挑戰賽 | 昆拉武特·威提讪        | 披提亚蓬·猜万         | 玛蒂亚斯·鲍伊 马德斯·康拉德-彼德森         | 加夫列拉·斯托伊娃 斯蒂法尼·斯托伊娃 | 本·莱恩 杰西卡·皮尤                            |
| 白夜羽毛球賽         | 國際挑戰賽 | 伊斯干达·祖卡奈因      | 叶夫根尼娅·科泽茨卡亚 | 尼基塔·哈基莫夫 亚历山大·鲍里索维奇·津琴科 | 仲井由希乃 小野菜保                 | 罗季翁·阿利莫夫 艾莉娜·达夫列托娃              |
| 希臘公開賽           | 國際系列賽 | 林忠慶                 | 吉苏娜                | 伊勞埃·亞當 朱利安·馬尤                    | 薇瑪拉·埃里奧 瑪戈特·蘭伯特         | 法比安·德爾呂 薇瑪拉·埃里奧                    |
| 保加利亞公開賽       | 國際系列賽 | 小托馬·波波夫          | 内斯里汉·伊吉特       | 伊勞埃·亞當 朱利安·馬尤                    | 班吉蘇·艾爾塞廷 納茲利贊·因吉       | 余智華 吳宛菱                                  |
| 白俄羅斯國際賽       | 國際系列賽 | 雷兰曦                 | 王祉怡                | 歐烜屹 張楠                                | 于小含 張殊賢                       | 任翔宇 周超敏                                  |
| 哈爾科夫國際賽       | 國際挑戰賽 | 馬克·卡爾尤            | 齊雪霏                | 本·萊恩 肖恩·文迪                          | 克洛伊·比爾切 勞倫·史密斯           | 帕维尔·斯梅洛夫斯基 马格达莱纳·斯维尔琴斯卡    |
| 比利時國際賽         | 國際挑戰賽 | 拉克什亚·森            | 萊恩·克里斯托弗森     | 本·萊恩 肖恩·文迪                          | 加夫列拉·斯托伊娃 斯蒂法尼·斯托伊娃 | 本·萊恩 傑西卡·皮尤                            |
| 波蘭國際賽           | 國際系列賽 | 馬德斯·克里斯多福森    | 喬丹·哈特             | 扎克·魯斯 史蒂文·斯托伍德                  | 阿美萊·馬厄隆 弗利亞·拉文           | 米克爾·米克爾森 阿美萊·馬厄隆                  |
| 捷克公開賽           | 未來系列賽 | 喬納森·多蘭            | 阿比蓋爾·霍爾登       | 喬舒亞·馬吉 保羅·雷諾斯                    | 麗莎·卡明斯基 漢娜·波爾             | 雅各布·比特曼 阿爾澤比塔·巴索娃                |
| 保加利亞國際賽       | 未來系列賽 | 迪米塔爾·亞納奇耶夫    | Rebecca Kuhl          | 菲利普·比爾克 多米尼克·什蒂普希奇          | 瑟琳娜·歐永 凱瑟琳娜·霍赫麥爾       | 斯蒂利安·馬卡爾斯基 黛安娜·迪莫娃              |
| 賽普勒斯國際賽       | 未來系列賽 | 喬納森·多蘭            | 珍吉拉·施塔德爾曼     | Torjus Flaatten Vegard Rikheim             | 達妮埃拉·貢達 愛格妮思·科羅西       | 托拜厄斯·庫恩齊 珍吉拉·施塔德爾曼              |
| 以色列夏瑣國際賽     | 未來系列賽 | Felix Hammes           | 克謝尼婭·波利卡波娃   | Felix Hammes Christopher Klauer            | Heli Neiman 克謝尼婭·波利卡波娃     | May Bar Netzer Shery Rotshtein                 |
| 匈牙利國際賽         | 國際挑戰賽 | 巴勃罗·阿维安          | 内斯里汉·伊吉特       | 金德永 金沙朗                              | 雷切尔·洪德里克 蔡宛廷              | 金沙朗 金荷娜                                  |
| 挪威國際賽           | 國際系列賽 | 林祐賢                 | 宋碩芸                | 李芳至 李芳任                              | 艾瑪·卡爾松 约翰娜·芒努松           | 麥斯·埃米爾·克里斯坦森 艾瑪·卡爾松             |
| 愛爾蘭公開賽         | 國際挑戰賽 | 小托馬·波波夫          | 齊雪霏                | 瓊斯·拉夫利·詹森 彼得·卡斯巴爾             | 阿美萊·馬厄隆 弗利亞·拉文           | 馬蒂亞斯·克里斯蒂安森 亞歷山德拉·博爾          |
| 蘇格蘭公開賽         | 國際挑戰賽 | 拉克什亚·森            | 齊雪霏                | 亞歷山大·鄧恩 亞當·霍爾                    | 阿美莱·马厄隆 弗利亚·拉文           | 马蒂亚斯·克里斯蒂安森 亚历山德拉·博尔          |
| 斯洛維尼亞未來系列賽 | 未來系列賽 | 卡蘭·拉詹·拉賈拉詹     | 珍吉拉·施塔德爾曼     | 亞羅米爾·雅納切克 托馬斯·斯韋達            | Frederikke Lund Signe Schulz        | 米哈·伊萬契奇 佩特拉·波蘭克                    |
| 威爾斯國際賽         | 國際系列賽 | 迪特列夫·耶格爾·霍爾姆 | 克拉拉·阿蘇爾門迪     | 江建葦 葉宏蔚                              | 阿比蓋爾·霍爾登 麗茲·托爾曼         | 亞歷山大·鄧恩 席亞拉·托蘭斯                    |
| 義大利國際賽         | 國際挑戰賽 | 克里斯托·波波夫        | 卡羅列娜·馬琳         | 比雅尼·蓋斯 揚·科林·福爾克                 | 加夫列拉·斯托伊娃 斯蒂法尼·斯托伊娃 | 弗拉基米爾·伊萬諾夫 葉卡捷琳娜·博洛托娃        |
| 土耳其國際賽         | 國際系列賽 | 路易斯·恩里克·佩纳尔弗 | 内斯里汉·伊吉特       | 米克爾·斯托弗森 麥斯·維斯特加德            | 班吉蘇·艾爾塞廷 納茲利贊·因吉       | 米克爾·斯托弗森 蘇珊·埃克倫德                  |

## 外部連結
- （英文）官方网站